# Sofía Oriana Infante Souto
Sofía Oriana Infante Souto (Santiago de Compostela, 24 de febrero de 1989) es una compositora transmoderna española, especializada en la música para el cine.

## Biografía y trayectoria
Sofía Oriana Infante comenzó sus estudios musicales a los ocho años en el Conservatorio de Música de Xan Viaño, en Ferrol, donde escogió la percusión como instrumento principal. En el año 2009 terminó el grado medio y decidió continuar sus estudios en Oviedo. Allí estudió Composición en el Conservatorio Superior de Música Eduardo Martínez Torner, donde se especializó en la composición general y audiovisual. Al mismo tiempo, inició los estudios de Magisterio Musical en la Universidad de Oviedo, y finalizó  las dos titulaciones en el año 2013. Prosiguió su formación con un máster de educación, también en la Universidad de Oviedo en 2014.
En 2015 se trasladó a Londres. En la capital británica cursó un máster en composición para el cine y la televisión en la Universidad de Kingston de Londres, y obtuvo una distinción en su proyecto final sobre la serie documental 14 actors acting, del New York Times ese mismo año.
En su formación aprendió de expertos como Edson Zampronha, Jorge Carrillo, Fernando Blanco, Miguel Fernández y Fernando Agüeria. También tuvo la oportunidad de aprender de referentes como Krzysztof Penderecki y Nico Muhly.
Su obra es muy diversa y variada, y va desde el mundo audiovisual hasta al académico-contemporáneo. Precisamente, la composición en variedad de disciplinas y el interés por la representación de una realidad transmoderna son sus líneas definidoras principales. Contraria a los encasillamientos en lo relativo a la música, dice que "ya ha llegado el momento de que no haya que encuadrar al compositor en ningún campo y de darle libertad absoluta para que se dedique a lo que quiera sin ese tipo de encasillamientos ni de prejuicios, porque también pesan algunos prejuicios".
La orquesta de la Real Filharmonía de Galicia le encargó una composición, In memoriam, que dedicó a sus padres fallecidos y sonó por primera vez en octubre de 2019. Por segunda vez, en 2021, la orquesta le encargó otra composición con la sugerencia de que se inspirase en el Xacobeo y con ese motivo Sofía Oriana Infante tomó referencias de una pieza del Códice Calixtino, Gratulantes celebremus festum que habla sobre la celebración de la llegada del apóstol Santiago a la ciudad. En junio de este mismo año, estrena Cassandra 22, como encargo de la Sinfónica de Galicia en el Festival Resis.
En cuanto a sus trabajos en el cine, en 2019 compuso la banda sonora de Elisa y Marcela, un drama biográfico dirigido por Isabel Coixet que narra la historia de dos mujeres, Elisa y Marcela, interpretadas por Natalia de Molina y Greta Fernández, que consiguieron casarse en Galicia en 1901, siendo el primer matrimonio homosexual en España. Rodada en blanco y negro, fue presentada en el Festival Internacional de Cine de Berlín (Berlinale). En ese mismo año, puso música al cortometraje documental Carne de la animadora brasileña Camila Kater. Carne muestra las etapas del cuerpo de las mujeres, desde la juventud a la vejez, mostrando como es objeto de regulación, comentarios y críticas, convirtiendo algo personal en una cuestión de opinión pública. El cortometraje recibió multitud de premios a nivel mundial. Sofía Oriana es la autora de la música original de Justicia Artificial, un thriller político dirigido por Simón Casal y protagonizado por Tamar Novas y Verónica Echegui que se estrenó en cines en 2024. Un año más tarde, 2025, puso música a Antes de Nós, el primer largometraje biográfico sobre la vida del escritor y político gallego Castelao, dirigido por Ángeles Huerta.  
En el campo de la investigación, presentó su tesis en 2022 sobre la inteligencia artificial como herramienta compositiva. Sobre esta materia destaca su colaboración en el equipo Pamp! realizando dos canciones en simbiosis con la IA, AI-LALELOy Florespiña("reviviendo" la voz de Ana Kiro), alcanzando el segundo y tercer puesto respectivamente en el AISongContest.

## Obras

### Composiciones
- Don't talk to me about that (2024), bombardino y electrónica.
- Why not? (2024), tuba.
- Un memento, morí (2022), piano clarinete y viola.

- Cassandra 22 (2021), flauta, clarinete, trompa, cuerdas y vibráfono.

- Gratulantes (2021),[3] orquesta sinfónica.
- RebuildingMi (2020),[14] fagot, piano y electrónica.
- In memoriam (2019),[2] orquesta sinfónica.
- Octofonía (2019), octeto de violoncellos.
- Os Cervos (2018), percusión, coro y electrónica.
- Sou a Impostora (2018), percusión, coro y electrónica.
- Translúcida memoria (2018), cuarteto de cuerda, piano, soprano y electrónica.
- Backwards Tape (2017), perfomance para dos percusionistas.
- Relative Time (2017), vibráfono, tom, caja y electrónica.
- Only Lights Inside (2016), orquesta sinfónica.
- Panta Rhei (2015), orquesta sinfónica.
- Se la están cepillando todos los días (2013), flauta, violín, fagot y electrónica.
- Cuarteto de cuerda nº 1 (2010).
- Telestai (2009), Violín, Contrabajo, piano y acordeón.
- O cazador de libros (2008), soprano y piano.

### Bandas sonoras
- Antes de nós [15](2025) de Ángeles Huerta.
- Justicia Artificial [16](2024) de Simón Casal.
- Sandwich Cat[17](2023) de David Fidalgo.
- Duelo (2022) de Fernando G. Pliego.
- Desamor (2022) de Fernando G. Pliego.
- Alina[18] (2020) de Óscar Romero y Néstor López.

- Carne[19](2019) de Camila Kater.
- Elisa y Marcela[20](2019) de Isabel Coixet.
- Souvenir (2019) de Cristina Vilches y Paloma Canonica.
- Operation Freedom[21] (2018) de Kevin Ghee.
- La Pelota[22] (2017) de Fernando G. Pliego.
- Backwoods[23] (2016) de Liam Bellamy.
- Foto de Familia (2014) de Fernando G. Pliego.
- Asco (2013) de Fernando G. Pliego.[2]

### Artículos
- "Tim Burton y la didáctica musivisual", en Publicaciones didácticas (2017).[24]
- "Inteligencia Artificial como herramienta compositiva: AmperScore, AIVA, Orb Composer y Google Magenta.", tesis, Universidad de Oviedo.[9]

### Premios
- XII Premis Gaudí (2020): Nominada a la mejor música original por Elisa y Marcela.[25]
- Mejor banda sonora por Souvenir en el Festival de Cine de Fuentes[26]